# Édouard Thierry
Pour les articles homonymes, voir Thierry.
Édouard Thierry, né le 14 septembre 1813 à Paris 8e et mort le 27 novembre 1894 à Paris 4e, est un critique, administrateur et conservateur français.
Conservateur de la bibliothèque de l'Arsenal, ce critique dramatique sagace et pénétrant a renouvelé le répertoire de la Comédie-Française, pendant la décennie où il en a été administrateur.

## Biographie
Fils d’un pharmacien connu par des travaux scientifiques, Thierry a fait ses études au collège Charlemagne. À vingt ans, il a publié ses premiers essais poétiques, sous le titre les Enfants et les Anges (1833, in-16). Il a ensuite donné, avec Henri Trianon, un petit volume de contes intitulé Sous les rideaux (1854, in-8º).
En 1836, il a commencé à s’occuper de critique dramatique, spécialement du Théâtre-Français, d’abord dans la Revue du théâtre, puis dans divers journaux, notamment la Charte de 1830, le Messager des Chambres du comte Walewski, la France littéraire, le Moniteur du soir, la Chronique, le Conservateur, le Monde musical, puis, après 1848, l'Assemblée nationale, la Vérité, enfin le Moniteur universel, où il rédigeait, en outre, la revue littéraire. Il est le premier à y faire officiellement l'éloge des Fleurs du mal de Baudelaire.
Fin lettré, il aimait surtout à lire, dans son cabinet de l’Arsenal, dont il était alors conservateur, les poètes dans les éditions originales qui, selon lui, représentaient mieux la pensée première et comme jaillissante d’un écrivain. Après avoir été, en 1855 et 1856, membre de la commission des primes à décerner aux meilleures pièces de théâtre, il remplace, en octobre 1859, Adolphe Simonis Empis, qui avait déplu au comte Walewski, devenu ministre des Beaux-Arts, en refusant de s’intéresser au sociétariat d’Édile Riquer, comme administrateur de la Comédie-Française. Malgré quelques querelles intérieures divulguées par les journaux, son administration a été des plus prospères. À côté de la tradition classique de Molière, Corneille, Racine, activement développée à l’époque, un certain nombre d’œuvres importantes et hardies ont été produites sous la direction de ce familier d’Eugène Labiche, comme celles de la nouvelle manière d’Émile Augier, et des essais de débutants, dans des genres plus ou moins étrangers jusque-là au Théâtre-Français.
On rapporte aussi à son initiative la mise à la scène d’une partie du répertoire d’Alfred de Musset, qui ne semblait pas faite pour la représentation, comme On ne badine pas avec l'amour et Fantasio. Il a eu l’honneur de reprendre, en 1867, Hernani de Victor Hugo, dont tout le répertoire était interdit depuis le coup d'État du 2 décembre 1851. Ayant courageusement demandé la levée de l’interdit au gouvernement impérial, et se l’étant vu refuser, il a risqué sa position en insistant. Camille Doucet, alors directeur des théâtres, s’étant joint à lui, ils finirent par obtenir, ou plutôt par arracher, l’autorisation pour Hernani, dont le succès a été si triomphal qu’ils ont pu craindre un instant que l’empire ne les en punît. Ce chef-d’œuvre, dont le public avait été privé pendant seize ans, a été un des grands succès littéraires de Paris, pendant toute la durée de l’Exposition universelle.
Il a également reçu Jean Baudry et le Fils d’Auguste Vacquerie, le Lion amoureux et Galilée, de François Ponsard, donné Henriette Maréchal d’Edmond et Jules de Goncourt, Gringoire de Théodore de Banville et les Faux Ménages d’Édouard Pailleron. Le refus de deux pièces en vers, l’Alexandre, de Latour de Saint-Ybars, et le Gutenberg, d’Édouard Fournier, a fait beaucoup de bruit autour de son nom (octobre-novembre 1868) et amené tout d’abord une légère modification du comité de lecture (avril 1869).
Pendant le siège de Paris, à l’heure où le foyer de la Comédie était une ambulance, il demeure à son poste pendant le siège, et y demeure pendant ta Commune, à l’heure ou les gardes nationaux écoutaient Marivaux avec leur fusil en bandoulière et demandaient à l’administrateur de ce théâtre, d’abord fermé comme tous les autres, avant d’être rouvert exceptionnellement pour des représentations au profit d’œuvres patriotiques ou de bienfaisance de jouer, par ordre, le Courrier de Lyon d’Eugène Moreau, Alfred Delacour, Auguste Maquet et Paul Siraudin. Après en avoir démissionné, en 1871, au profit d’Émile Perrin, il rentre à la bibliothèque de l’Arsenal avec le titre de conservateur-administrateur. Il a pris sa retraite de ces fonctions le 25 janvier 1888.
Outre une foule d’articles dans la presse quotidienne, il a encore publié diverses études sur des points de l’histoire du théâtre, et présidé à l’édition scientifique du fameux Registre de La Grange, faite au nom de la Comédie-Française (1875, in-4º).
Décoré de la Légion d’honneur, le 15 avril 1857, il a été promu officier, le 14 aout 1862. Président honoraire de la Société des gens de lettres, il était le frère du peintre paysagiste, Joseph Thierry. Mort dans l’appartement qu’il occupait encore à la bibliothèque de l’Arsenal, il repose au cimetière du Père-Lachaise.

## Publications partielles
- Notice sur M. Le Chanteur, commissaire principal de la marine, Cherbourg, 1849, in-16.
- Histoire de Djouder le pêcheur : conte traduit de l’arabe  (trad. Auguste Cherbonneau (ar)), Paris, L. Hachette,‎ 1855, [4], iv, 118 p., in-18 (OCLC 4434021).
- De l’influence du théâtre sur les classes ouvrières : conférences faites à l’Association polytechnique, 1802, in-18 (lire en ligne).
- Rapport sur le progrès des lettres, à propos de l’Exposition universelle de 1867, avec Paul Féval, Silvestre de Sacy et Théophile Gautier, 1808, gr. in-8º.
- François Ponsard, discours pour l’inauguration de sa statue à Vienne, 1870, in-8º.
- La Grange, Registre de La Grange (1658-1685) : précédé d’une notice biographique, publié par les soins de la Comédie-Française, Paris, J. Claye, 1876, xlix-31-357 p., 31 cm (OCLC 7315588, lire en ligne sur Gallica).
- La Seconde Interdiction de Tartuffe, avec la lettre sur la comédie de l’Imposteur, 1876, in-8º.
- La Comédie-Française pendant les deux sièges (1870-1871), Paris, journal de l’Administrateur général, 1887, viii-532 p., petit in-8º (OCLC 1177231442, lire en ligne sur Gallica).
- Archives de la Comédie Française, documents sur le Malade imaginaire, 1880, in-8º.